# Tambor (Costa Rica)
Tambor é uma cidade localizada no sul da Península de Nicoya, na província de Puntarenas, Costa Rica.
Deitada na Ballena (Baía da Baleia), aproximadamente cerca de 20 km ao sul de Paquera e 38 km ao sul de Naranjo, Tambor tem lindas praias de areia branca, ideais para natação e mergulho. Situado no meio de colinas verdes luxuriantes, é uma cidade bem desenvolvida.